# James Hannam
James Hannam is een wetenschapshistoricus die is gespecialiseerd in de relatie tussen wetenschap en het christendom in de middeleeuwen en de vroegmoderne tijd. 
Hannam studeerde natuurkunde aan de Universiteit van Oxford, specialiseerde zich in de accountancy en heeft gedurende enige jaren in het centrum van Londen gewerkt, waar hij zich voornamelijk met filmfinanciering heeft beziggehouden. Hij heeft voor verschillende kranten en tijdschriften, waaronder The Spectator, History Today, Standpoint en de New Scientist geschreven. 
Hij begon in 2001 met een deeltijdstudie aan het Birkbeck College, een onderdeel van de Universiteit van Londen, in het vak historisch onderzoek, sloot deze studie in 2003 af en promoveerde in 2008 in de wetenschapsgeschiedenis en de geschiedenis van de filosofie aan het Pembroke College, een van de aan de Universiteit van Cambridge. Hij is bekend geworden door zijn in 2009 verschenen boek, God's Philosophers: How the Medieval World Laid the Foundations of Modern Science. Hij betoogt hierin dat de basis voor de wetenschappelijke revolutie al in de middeleeuwen werd gelegd.
Hannam woont in Kent, is getrouwd en heeft twee kinderen.

## Websites
- James Hannam: Historian of Science and Religion. eigen website